# Garcia V av Kongo
Garcia V av Kongo, död 1830, var kung av Kongo mellan 1803 och 1830.